# Krautlade
Die Krautlade war ein ehemaliger Kupferhof in der Stadt Stolberg (Rhld.) in der Städteregion Aachen. Die Gebäude mussten, schwer beschädigt während des Zweiten Weltkriegs, endgültig einer geänderten Straßenführung im März 1964 weichen. Die Geschichte dieses Kupferhofes zeigt seine Bedeutung für die wirtschaftliche Entwicklung der Messingindustrie der Stadt.

## 16. und 17. Jahrhundert

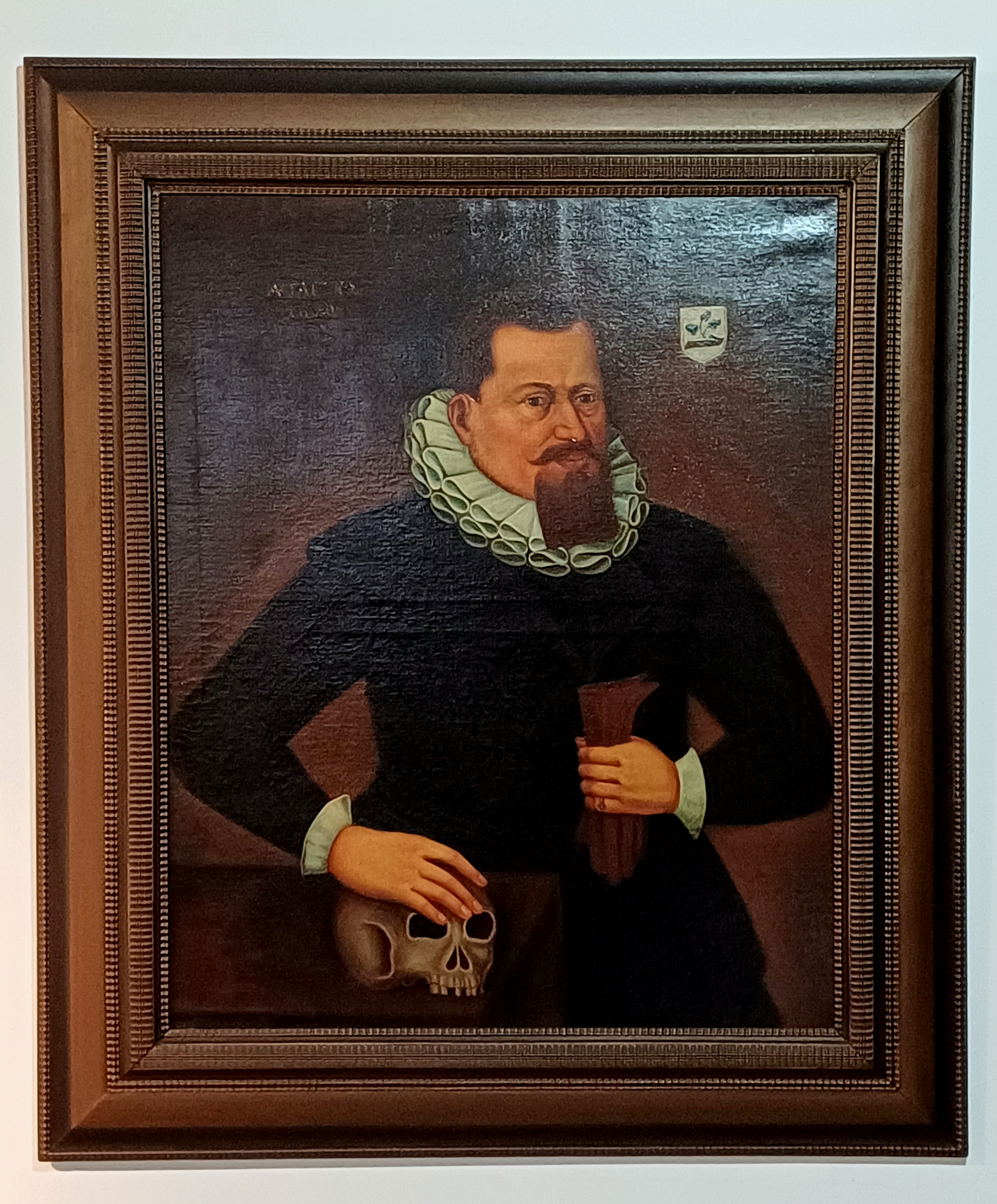
Jeremias I. Hoesch

Den ältesten Hinweis auf die Krautlade enthält eine aus dem Jahre 1544 stammende Darstellung des Malers Egidius von Walschaple. Er erstellte sie im Auftrag des Reichskammergerichts zu Speyer aufgrund eines jahrelangen Rechtsstreites zwischen der Reichsabtei Kornelimünster und den Burgherren von Stolberg und zeigt detailgetreu das Vichtbachtal. Man erkennt auf der Zeichnung an Stelle der Krautlade die Jans-Ravens-Mühle, von der bekannt ist, dass 1532 die Verleihung des Nutzungsrechtes durch den damaligen Burgherrn erfolgte.
Zusätzlich wurde die Abbildung einer alten Tür der Krautlade überliefert, auf der die Jahreszahl 1565 zu erkennen ist. In diesem Jahr hat Johann Raven den Kupferhof Krautlade erbaut.
Die Erben von Johann Raven haben den Kupferhof 1609 an Heinrich Hansen, einen Aachener Kupfermeister verkauft. Dessen Schwiegersohn, der ebenfalls wegen der Aachener Religionsunruhen aus Aachen nach Stolberg ausgewanderte Jeremias I. Hoesch (1568–1643), verheiratet mit Agnes, geb. Hansen (1585–1663), hatte ihn anschließend weiter betrieben.
1611 errichtete dieser die Neue Krautlade. Die Mühle des Kupferhofes nutzte das an dieser Stelle herrschende starke Gefälle des Stolberg durchfließenden Vichtbaches aus. Die Mühle besaß einen eigenen Stauweiher, der für eine ausreichende Versorgung der Mühlräder sorgen sollte. Er ist heute nicht mehr erhalten.

## 18. Jahrhundert bis zur Gegenwart

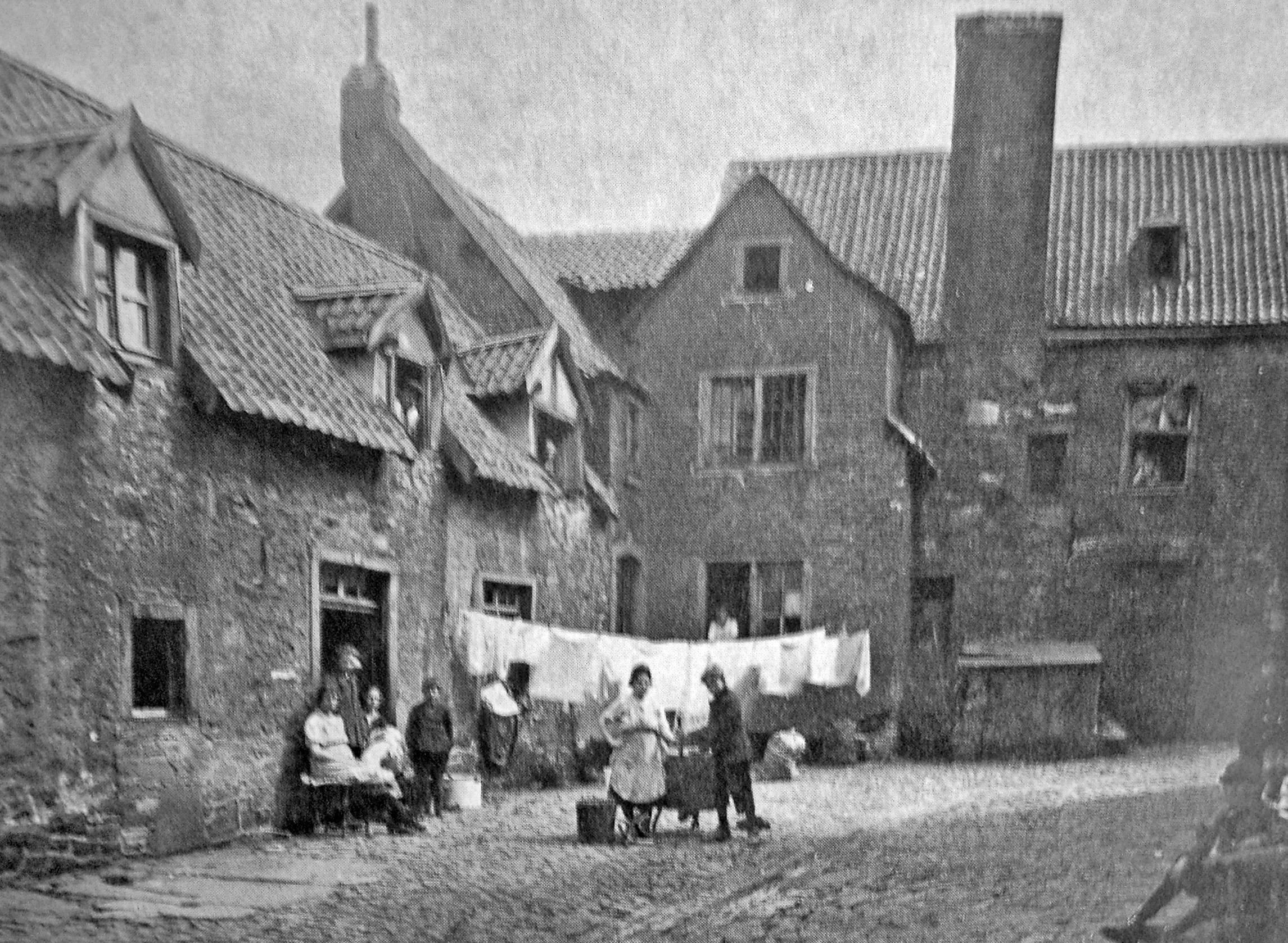
Wuppermanns Hof und Krautlade um 1900

Mitte des 18. Jahrhunderts verkaufte die Familie Hoesch die Krautlade an Isaak Peltzer, der sie bald danach an Johann von Asten veräußerte. Ihm folgte als Eigentümer Matthias Ludolf Schleicher, der in den Gebäuden eine Fingerhutfabrik einrichtete.
Eine Karte von 1818 zeigt sowohl die Alte als auch die Neue Krautlade. Eine Urkunde von 1800 zeigt dagegen neben der Alten Krautlade einen Hofteil, der den Namen Wuppermanns Hof trägt.
In der zweiten Hälfte des 19. Jahrhunderts bewohnte Familie Peters die Neue Krautlade, die sie als Getreidemühle nutzte. 1900 fiel die Mühle einem Feuer zum Opfer. Zur gleichen Zeit bewohnte Familie Königs die Alte Krautlade, die aus diesem Grunde den Namen „Könnigs-Hof“ erhielt. Außerdem wurde das Gebäude vom Lumpenhändler Meisen bewohnt, dem der Name „Meisens Lumpes“ zu verdanken ist.
Die Gebäude der Krautlade waren bereits vor Beginn des Zweiten Weltkrieges sehr stark geschädigt. Durch Kriegseinwirkungen während der Kämpfe von September bis November 1944 erlitten sie weitere Schäden. So wurden die Gebäude abgebrochen und der Krautladenplatz als Kirmes- und Parkplatz an dessen Stelle angelegt. Dieser fiel 1964 größtenteils dem Bau einer Umgehungsstraße zum Opfer.